# Boj o Filipíny (1944–1945)
Znovudobytí Filipín bylo vůbec nejrozsáhlejší americké tažení během války v Tichomoří. Jeho cílem bylo osvobození hlavních filipínských ostrovů Leyte, Luzon a Mindanao a posléze osvobození celého filipínského souostroví od japonských okupantů.

## Boj o Filipíny

### První fáze – Bitva o Leyte

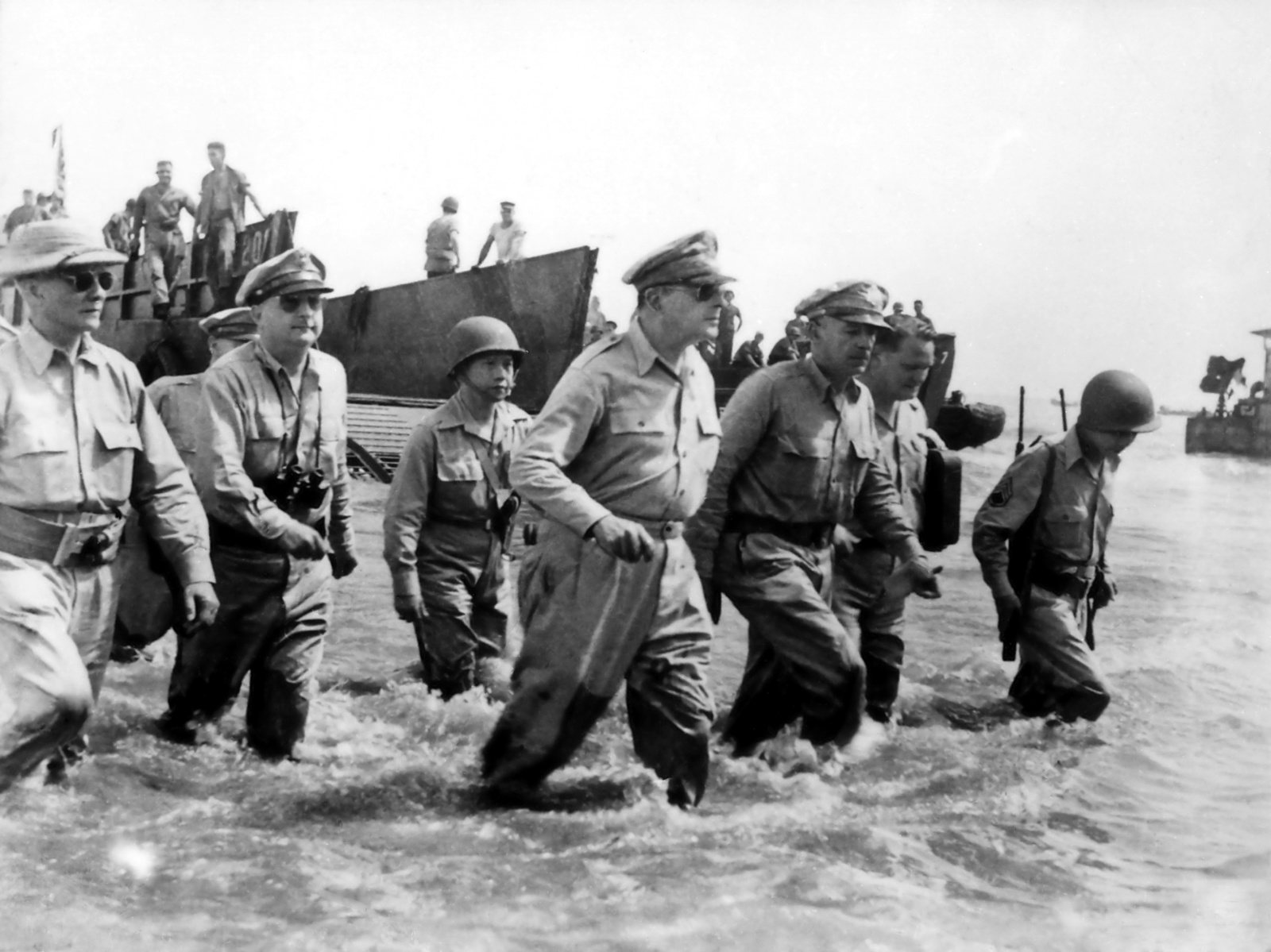
Generál MacArthur se vyloďuje na ostrově Leyte

První boje o Filipíny začaly 20. října 1944 vyloděním americké 6. armády pod velením generála Waltera Kruegera na ostrově Leyte. Z obavy ze ztráty Filipín a z odříznutí Nizozemské východní Indie od Japonska, jež byla nesmírně důležitá díky svým drahocenným surovinám, poslalo japonské velení k ostrovu Leyte vše co zbylo z japonského císařského námořnictva. Následující bitva u Leyte byla největší námořní bitvou druhé světové války a jedna z největších námořních bitev vůbec. Japonsko zde i přes své plné nasazení utrpělo zničující porážku. Ostrov Leyte se však i přesto podařilo obsadit až po dvou měsících bojů.

### Boj o Luzon

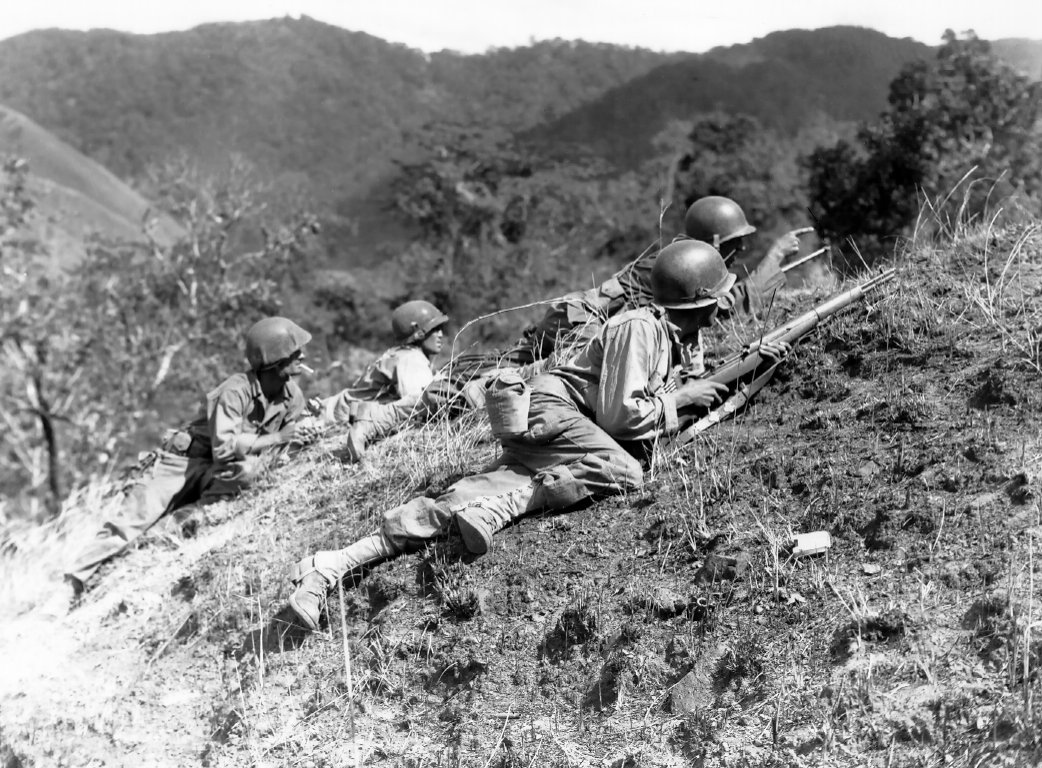
Američtí vojáci na Luzonu poblíž města Baguio

Hlavní část bitvy začala 9. ledna 1945 vyloděním na hlavním ostrově Luzon. Zprvu MacArthurovy jednotky postupovaly rychle. Brzy však narazily na odpor japonské 14. armády rozdělené do tří hlavních skupin: Šobu, Kembu a Šimbu. Těmto jednotkám velel japonský generál Tomojuki Jamašita.
Prvním cílem MacArthurových mužů na Luzonu bylo dobytí hlavního města Filipín Manily. Tu však bránilo více než 14 000 japonských vojáků a námořníků. Ti se i přes Jamašitův rozkaz rozhodli bránit město do posledního muže. O výsledek tažení na Luzonu se nakonec mělo rozhodnout v bitvě o Manilu, jež trvala od 3. února do 3. března 1945. Byla to vůbec nejkrvavější bitva během celého filipínského tažení. Během měsíce bojů byla Manila téměř naprosto zničena. Z celé japonské posádky bránící Manilu nezbyl jediný muž.
Kruegerova 6. armáda se po obsazení Manily zaměřila na Jamašitovo uskupení Šobu na severu Luzonu. To se však nepodařilo do konce války zlikvidovat.

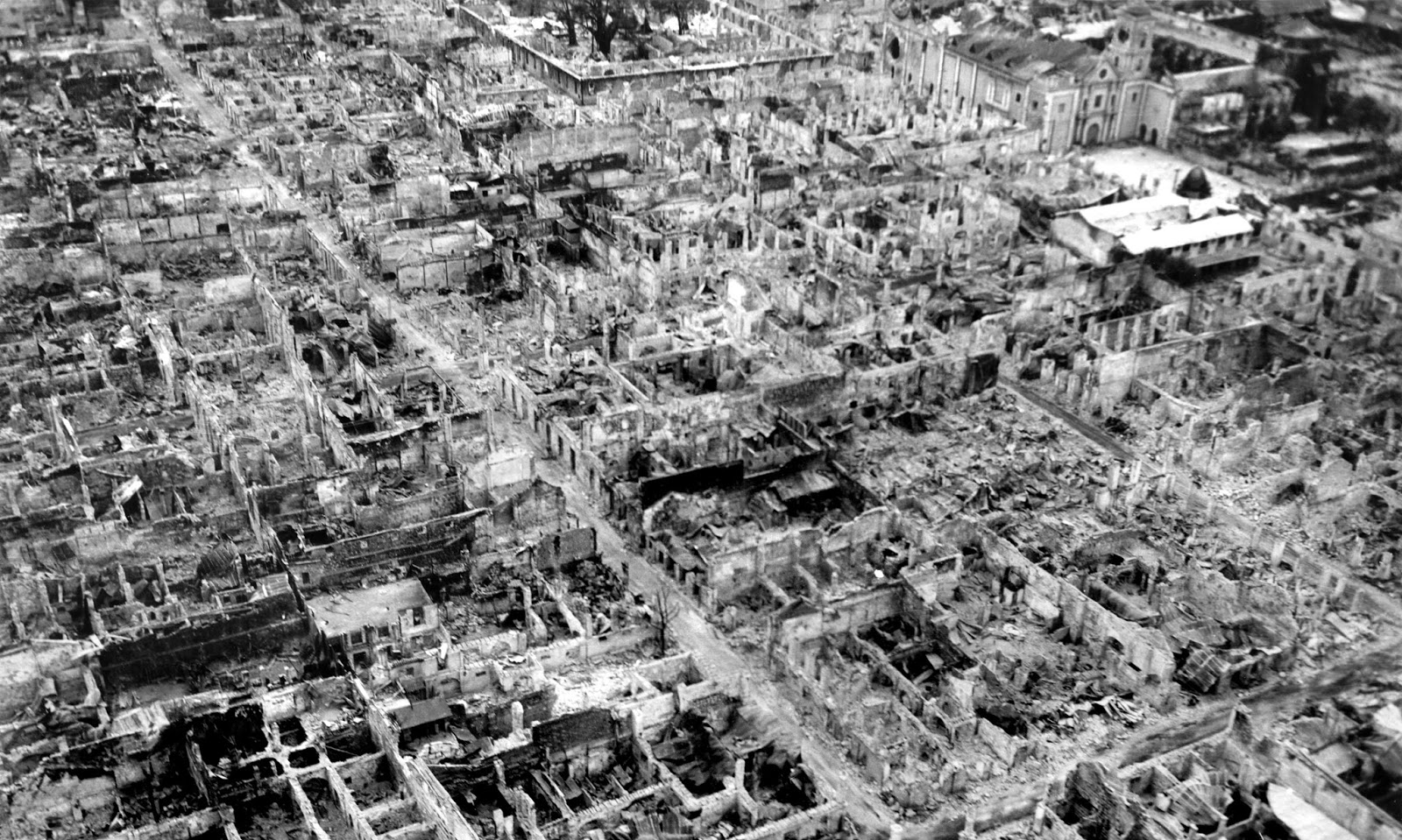
Zničená Manila v květnu 1945

### Boje o jižní ostrovy a Mindanao
Boje dále probíhaly na všech ostatních ostrovech, kde však byl japonský odpor většinou jen symbolický. Výjimku představoval ostrov Mindanao. Proti japonské 35. armádě generála Suzukiho musela 8. armáda generála Eichelbergera mezi únorem a červencem 1945 provést více než 50 obojživelných operací. Nakonec se americké 8. armádě podařilo japonskou 35. armádu rozdělit na dvě skupiny. Ty se však do konce války udržely.